# Sân bay quốc tế Xương Bắc Nam Xương
Sân bay quốc tế Xương Bắc Nam Xương nằm ở Nam Xương, Giang Tây, Trung Quốc. (IATA: KHN, ICAO: ZSCN). Sân bay này cách trung tâm Nam Xương 28 km, được xây dựng bắt đầu vào Tháng Mười năm 1996 và đi vào hoạt động vào ngày 10 tháng chín 1999. Sân bay này thay thế Sân bay Hướng Đường Nam Xương,là một sân bay hỗn hợp dân sự và quân sự chung. Sân bay hiện đang có một đường băng với chiều dài 2.800 mét, một nhà ga với sáu cửa.
Sân bay phục vụ chủ yếu là khách nội địa và Hồng Kông. Tuy nhiên, trong tháng 2 năm 2004, sân bay trở thành sân bay quốc tế khi các chuyến bay quốc tế được bắt đầu ở đây. Theo lịch trình và các tuyến điểm điều lệ hiện nay bao gồm Sân bay quốc tế Incheon, Hàn Quốc.

## Hãng hàng không và điểm đến

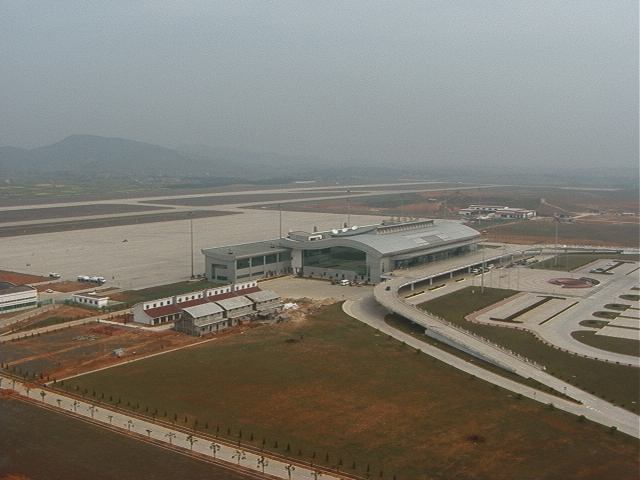
Nhà ga sân bay được chụp vào tháng 4 năm 2000

Lưu ý : In đậm là các chuyến bay quốc tế, tính cả Hong Kong và Đài Loan.
| Hãng hàng không         | Các điểm đến |
| ----------------------- | --- |
| Air China               | Bắc Kinh-Thủ đô, Thành Đô |
| Asiana Airlines         | Seoul-Incheon |
| China Eastern Airlines  | Bắc Kinh-Thủ đô, Thành Đô, Trùng Khánh, Quảng Châu, Quý Dương, Hồng Kông, Côn Minh, Nam Kinh, Thượng Hải-Hồng Kiều, Thâm Quyến, Đài Bắc-Tùng Sơn, Tây An, Hạ Môn |
| China Southern Airlines | Quảng Châu, Nam Kinh, Nam Ninh, Sán Đầu, Thẩm Dương, Thâm Quyến, Thái Nguyên                                                                                     |
| Deer Jet                | Tế Nam, Sanya |
| Hainan Airlines         | Bắc Kinh-Thủ đô, Quảng Châu, Hải Khẩu |
| Shanghai Airlines       | Thượng Hải-Hồng Kiều |
| Shenzhen Airlines       | Quảng Châu, Thượng Hải-Phố Đông, Thâm Quyến |
| Sichuan Airlines        | Thành Đô, Ninh Ba |
| Spring Airlines         | Côn Minh, Thượng Hải-Hồng Kiều |
| Xiamen Airlines         | Bắc Kinh-Thủ đô, Trùng Khánh, Phúc Châu, Quý Dương, Côn Minh, Tuyền Châu - Tấn Giang, Thanh Đảo, Tây An, Hạ Môn                                                  |

## Giao thông vận tải mặt đất
Tổng công ty giao thông vận tải Nam Xương hoạt động hoạt động hai tuyến đường từ sân bay về thành phố. Đây là những xe buýt cao cấp.
Tuyến 1 phục vụ giữa nhà ga và sân bay, với các điểm dừng dọc theo Bayi Avenue, Dương Minh Avenue và Lộc Sơn Avenue phía bắc của sông Gan. Những điểm dừng bao gồm Lào-fu-shan, Bến xe Nam Xương (hoặc khách sạn Ganjiang trên đường phố), Khách sạn Giang Tây, Khách sạn Hongdu, Dĩnh Thượng.
Tuyến 2 phục vụ giữa các khách sạn Hàng không (trên Hongcheng Lu, gần thị trường Hongcheng) và sân bay. Tất cả đều dừng lại ở Interchange Fenghe ở phía nam Honggutan.